# Maciej Kozak
Maciej Leszek Kozak (ur. 12 sierpnia 1970) – polski chemik, profesor nauk fizycznych, specjalizuje się w krystalografii, niskokątowym rozpraszaniu promieniowania rentgenowskiego oraz w fizyce materii miękkiej, nauczyciel akademicki Uniwersytetu im. Adama Mickiewicza w Poznaniu.

## Życiorys
Studia z chemii ukończył w 1993 na poznańskim UAM, gdzie następnie został zatrudniony i zdobywał kolejne awanse akademickie. Stopień doktorski uzyskał w 1999 na podstawie rozprawy pt. Badania krystalograficzne wybranych enzymów szlaków metabolicznych asparaginy i metioniny (promotorem był prof. Mariusz Jaskólski). Habilitował się w 2007 na podstawie oceny dorobku naukowego i pracy pod tytułem Porównanie struktury wybranych białek w krysztale i w roztworze w świetle badań małokątowego rozpraszania synchrotronowego (SAXS). Tytuł naukowy profesora nauk fizycznych został mu nadany w 2017 roku.
Pracuje jako profesor nadzwyczajny w Zakładzie Fizyki Makromolekularnej Wydziału Fizyki UAM. Na poznańskim wydziale prowadzi zajęcia m.in. z biokrystalografii, biocybernetyki narządu ruchu, biofizyki, chemii organicznej, krystalografii oraz elementów nanobiotechnologii. W pracy badawczej zajmuje się m.in. badaniami strukturalnymi układów biologicznych i polimerów, niskokątowym rozpraszaniem promieniowania rentgenowskiego (SAXS) oraz krystalografią białek.
Swoje prace publikował m.in. w „Nature Structural and Molecular Biology”, „Radiation Physics and Chemistry” oraz „Acta Physica Polonica”. Jest członkiem Polskiego Towarzystwa Fizycznego, Komitetu Krystalografii PAN oraz prezesem Polskiego Towarzystwa Promieniowania Synchrotronowego.